# Gnosis (Neuropsychologie)
Mit Gnosis (abgeleitet von altgriechisch γνῶσις gnō̂sis „[Er-]Kenntnis“) ist in der Neuropsychologie eine Fähigkeit gemeint, mit der die Bedeutung von Gesehenem, Gehörtem oder Getastetem etc. erkannt wird. Diese Fähigkeit des Erkennens von sensorischen Reizen ist das Ergebnis integrativen neuronalen Verarbeitens von Erfahrungen zu einem Erleben bzw. zu einem Erlebnis mit ganz konkreter individueller qualitativer „Färbung“ oder „Tönung“ (Qualia).

## Neuroanatomie
Neuroanatomisch ist Gnosis ein Resultat der Tätigkeit sekundärer Sinneszentren. Sie befinden sich in unmittelbarer Nähe der für die Reizverarbeitung zuständigen primären Zentren. Gnostische Störungen der sekundären Zentren werden als Seelenblindheit oder Seelentaubheit usw. bezeichnet, die der primären Zentren als kortikale Blindheit oder Taubheit bzw. als Rindenblindheit oder Rindentaubheit usw.
Bereits hier stellt sich die kritische Frage nach der Rechtfertigung in der Abgrenzung solch unterschiedlich spezialisierter Zentren. Handelt es sich um unterschiedliche elementare Fähigkeiten von Nervenzellen oder um ein spezielles organisches Zusammenwirken von Zellverbänden? Die Problematik ist hier ähnlich dem Gegenstand der Neuronentheorie, auf die in diesem Zusammenhang verwiesen werden muss. Es handelt sich dabei nicht nur um die Frage, ob die Gesamtheit der Großhirnrinde beteiligt ist oder nur einzelne Zentren. Es geht auch um das Zusammenwirken elementarer Teile des Gehirns, der Neuronen, etwa in neuronalen Netzen. In der Praxis ist daher nicht auszugehen von einem reduktionistischen oder atomistischen, d. h. rein naturwissenschaftlichen Standpunkt etwa im Sinne einer strengen Lokalisationslehre. Bei diesen Bedenken spielen auch erkenntniskritische Überlegungen eine Rolle, wonach subjektive Faktoren eine ausschlaggebende Rolle spielen, die einer objektiven Psychologie nicht oder nur schwer – u. a. mit Hilfe von Introspektion – zugänglich sind. Es ist verständlich, dass aufgrund physiologischer Experimente gerade über subjektive Funktionen wenig zu erfahren ist, da der Experimentator genau das individuelle Verhalten oft als störende Abweichung von der Regel betrachtet.

## Beispiel Agnosie
Das Problem der Lokalisation kann am Beispiel der Agnosien belegt werden, d. h. beim evtl. Verlust gnostischer Leistungen z. B. durch lokalisierbare cerebrale Blutungen oder Tumoren.
Nach den Grundlagen der Assoziationspsychologie wird Agnosie nicht als Ausfall der Zentren, sondern als Leitungsstörung definiert. Auf Paul Flechsig (1847–1929) geht die sog. Flechsigsche Regel zurück, nach der nur Assoziationsfelder, nicht dagegen primäre Rindenareale durch Kommissurenfasern miteinander verbunden sind. Primäre und sekundäre Zentren sind so voneinander anatomisch unterscheidbar. Diese Regel ist Voraussetzung einer eher begrifflichen und vorwiegend theoretischen vielfältigen Abgrenzung zwischen unterschiedlich lokalisierten Zentren und den sie jeweils verbindenden nervösen Leitungsbahnen. Dabei werden Zentren punktförmig als Kreuzung zwischen entsprechenden nervösen Leitungsbahnen angesehen. Solche rein theoretische Schemata, aus denen vielfältige Möglichkeiten der Schädigung abgelesen werden können, sind etwa das Lichtheim-Schema (1884) und das Liepmann-Schema (1908). Sie werden als „klassische Aphasielehren“ bezeichnet und beruhen auf der Unterscheidung von Schädigungen der Zentren der Hirnrinde oder der entsprechenden Bahnen. In dieser Ausschließlichkeit von Schädigungstypen werden diese Lehren heute nicht mehr anerkannt.
Kritik ist deshalb angebracht, weil Zentren nicht punktförmig sind und räumlich lokalisierbare Krankheitsprozesse vielfach auch zugleich die Zentren betreffen. Andererseits besteht klinisch häufig der Anschein, dass bei neuropsychologischen Krankheitsprozessen Funktionen nur teilweise ausfallen und somit der Eindruck intakter Zentren nur scheinbar besteht. Dies hängt oft auch damit zusammen, dass infolge einer Störung oder infolge des Ausfalls eines Zentrums die übrigen räumlich weiter entfernten, aber funktionell mitbeteiligten Zentren infolge der umschriebenen Lokalisation der Störung nicht betroffen sind und den Ausfall teilweise kompensieren.
Dies aber ist der Ansatzpunkt einer von der Gestaltpsychologie vorgetragenen Kritik, die von einer Feldtheorie ausgeht. Die aufgrund der Assoziationspsychologie gebildeten Schemata vielfältiger Störungsmuster sind heute eher von theoretischem und didaktischem Interesse und entsprechen in ihren Abgrenzungen und Unterscheidungen oft nicht den klinisch beobachtbaren Fällen. Hierbei nämlich bleibt das vielfältige und oft nur schwer nachweisbare Zusammenwirken unterschiedlicher Zentren bzw. Hirnabschnitte unberücksichtigt. So ist z. B. darauf zu achten, dass bei sogenannten Agnosien oft auch Benennungsstörungen auftreten. Agnosien sind somit oft auch mit Apraxien verbunden. Der Kranke hat zwar die entsprechende Kenntnis, kann sie aber nicht mitteilen. Zu diesen klinischen Schwierigkeiten kommt auch die Tatsache, dass tertiäre Zentren bei der experimentellen Reizung keine eindeutigen Wirkungen und Erfolge zeigen. Sie wurden daher früher als „stumm“ bezeichnet.

### Namensgebung der Agnosien
Der Begriff „Agnosie“ wurde 1891 von Sigmund Freud (1856–1939) eingeführt. Freud verstand in seiner neuropathologischen Arbeit unter Agnosie nicht eine Leitungsstörung, sondern den Ausfall der primären und sekundären Zentren. Durchgesetzt hat sich jedoch die Auffassung von Heinrich Lissauer (1861–1891). Er beschrieb ein Jahr früher – im Jahr 1890 – einen Fall von Seelenblindheit, bei dem lediglich die höheren Funktionen des Erkennens gestört waren, nicht das Sehen selbst, da der Patient ihm vorgelegte Gegenstände zwar nicht richtig begrifflich bezeichnen, aber annähernd richtig beschreiben konnte. (Beispiel: Eine Kaffeetasse wird als „Trinkding“ beschrieben.)
Als Abarognosis wird die Unfähigkeit bezeichnet, das Gewicht zu schätzen.